# Harley Cameron
Danielle Glanville, é uma lutadora profissional, cantora e modelo australiana. Ela trabalha atualmente para a promoção americana All Elite Wrestling (AEW) sob o nome de ringue Harley Cameron.

## Início de vida
Danielle Glanville nasceu na pequena cidade de Alstonville, em Nova Gales do Sul, na Austrália. Ela foi a sétima de nove filhos e tinha uma relação particularmente próxima com seus dois irmãos mais novos. Ela lembra de ter sido apresentada à luta profissional quando criança, por seu irmão mais novo, que era um "grande fã" do lutador profissional americano The Undertaker. A família de Glanville se mudou para Gold Coast, em Queensland, Austrália, quando ela tinha 13 anos. Ela seguiu diversos outros interesses, incluindo futebol, canto e dança, e acabou conquistando um diploma em jornalismo.
Inicialmente, com a intenção de trabalhar na mídia jornalística, Glanville se aventurou no setor financeiro como credora hipotecária, enquanto continuava a seguir sua carreira na música. Mais tarde, ela trabalhou em um restaurante de cabaré em Gold Coast sob o nome artístico Luna. Glanville também participou de competições de biquíni e fisiculturismo.
Glanville se mudou para os Estados Unidos em 2018 para aprimorar sua carreira como cantora e modelo. Eventualmente, ela se tornou uma ring girl para o Bare Knuckle Fighting Championship, enquanto continuava focada em sua carreira musical.

## Carreira na luta livre profissional
O ex-parceiro de Glanville é o jogador profissional de rugby league Daniel Vidot. Depois de deixar o rugby league, ele iniciou uma carreira na luta livre profissional e assinou um contrato de desenvolvimento com o WWE NXT sob o nome de Xyon Quinn em 2018. Essa mudança despertou o interesse de Glanville pela luta livre profissional, mas ela decidiu focar em outros interesses na época.
Em 2021, Glanville começou a treinar na Flatbacks Wrestling School em Orlando, Flórida, sob a orientação dos veteranos do wrestling profissional Tyler Breeze e Shawn Spears. Ela teria se destacado em seu treinamento devido à sua experiência em fisiculturismo e ao seu background no entretenimento.
Quando ela começou a trabalhar em eventos de wrestling, foi sem pagamento, pois ainda não havia recebido seu green card. Inicialmente, ela usava o nome de ringue Danni Ellexo. Eventualmente, ela lutou seu primeiro combate conhecido em fevereiro de 2022 na promoção WrestlePro. Na luta, ela perdeu para Scarlett Bordeaux.
Após várias passagens pelo circuito independente com Shine Wrestling, Coastal Championship Wrestling e World Wrestling Network, ela apareceu em um episódio do AEW Dark da All Elite Wrestling sob o nome de Harley Cameron em julho de 2022. A luta terminou em derrota para Willow Nightingale. Mais tarde, em 2023, Cameron começou a aparecer como parte do grupo de Q.T. Marshall, o "QTV", tanto no Dynamite quanto no Rampage. Ela assinou oficialmente com a empresa em abril de 2023. Mais tarde, foi revelado que Glanville originalmente tinha planos de se juntar à WWE antes de assinar com a AEW, mas muitos dos indivíduos que estavam pressionando para sua contratação foram demitidos durante uma série de demissões em massa na empresa.
Quando QT Marshall deixou a AEW no final de 2023, seu grupo se dissolveu; Cameron foi então apresentada a Saraya por Ruby Soho como uma nova integrante dos The Outcasts, após a saída de Toni Storm do grupo. Ela fez sua estreia no ringue da AEW no Dynamite em 8 de maio de 2024, enfrentando Mariah May. Ela foi, no entanto, derrotada pela protegida de Storm.

## Carreira musical
Glanville se juntou com as lutadoras da WWE, Scarlett Bordeaux e Shotzi Blackheart, para o lançamento de seu primeiro vídeo musical para a música "Indestructible". Ela trabalhou novamente com a dupla para lançar uma versão de "I Put a Spell on You" e outro vídeo musical. Mais tarde, ela colaborou com as então estrelas do Impact Wrestling, Jessie McKay e Cassie Lee, para lançar um vídeo musical intitulado "The Iinspiration", em homenagem à dupla pela qual McKay e Lee são mais conhecidas.

## Vida pessoal
Glanville fala mandarim e praticou ventriloquismo.
Em agosto de 2018, Daniel Vidot a pediu em casamento na última noite deles na Austrália, antes de migrarem para os Estados Unidos, durante sua última apresentação no "Dracula’s Cabaret". O casal se separou em 2024.